# Péricles Chamusca
Péricles Chamusca (født 29. september 1965) er en tidligere brasiliansk fodboldspiller og træner.